# Élection présidentielle argentine de 2019
L’élection présidentielle argentine de 2019 (en espagnol : Elecciones presidenciales de Argentina de 2019) se tient le 27 octobre 2019 afin d'élire le président et le vice-président de l'Argentine pour un mandat de quatre ans. Le scrutin se tient en même temps que les élections législatives et sénatoriales.
Candidat à sa réélection pour un deuxième et dernier mandat, le président de centre droit Mauricio Macri est battu dès le premier tour par le candidat du Front commun Alberto Fernández, qui obtient un peu plus de 48 % des voix, le système électoral argentin permettant l'élection dès le premier tour d'un candidat ayant obtenu au moins 45 % des voix.

## Contexte
Les élections se déroulent sur fond de grave crise économique. Environ 40 % des Argentins vivent en dessous du seuil de pauvreté selon la chaîne nationale C5N (35 % selon les chiffres officiels, soit une augmentation de 30 % en un an). L’inflation dépasse les 54 % sur les 12 derniers mois et les 237 % depuis le début du mandat de Mauricio Macri. Les classes populaires ont de plus en plus de difficultés à se nourrir et beaucoup de personnes en viennent à sauter des repas. Selon la FAO, cinq millions d’Argentins souffraient d’une « insécurité alimentaire » grave sur la période 2016-2018, ce qui représentait une multiplication par deux par rapport à la période 2014-2016, et la situation s'est depuis lors encore aggravée. Le taux de chômage dépasse les 10 % selon des chiffres officiels vraisemblablement sous-évalués et une chute de 3,1 % du PIB est prévu pour l'année 2019 selon le FMI.
Le gouvernement a sollicité en 2018 un prêt de 57 milliards de dollars au FMI et s'est engagé dans une politique de baisse des dépenses publiques, réduisant notamment le budget de l’éducation, de la science et de la santé. Ce prêt, alors le plus élevé de l’histoire du Fonds, a soulevé une controverse au sein de l'institution financière, une telle somme étant beaucoup trop élevée pour un pays aussi fragile économiquement. Le président américain Donald Trump et la présidente du FMI, Christine Lagarde, ont toutefois intercédé pour faire valider cette demande de prêt pour soutenir Mauricio Macri, en difficulté dans les sondages à l'approche de l'élection présidentielle. Pour faire passer cet accord dans la grille d’analyse officielle, les équipes du FMI ont utilisé des hypothèses de croissance qui se révéleront profondément irréalistes. Le prêt a ensuite été versé très rapidement, avant la tenue du scrutin.

## Système électoral
Le président de la Nation argentine (Presidente de la Nación Argentina) et le vice-président sont élus au suffrage universel direct pour un mandat de quatre ans, renouvelable une seule fois de manière consécutive, au sein d'une candidature commune, dite « ticket ». L'élection a lieu par le biais d'une version modifiée du scrutin uninominal majoritaire à deux tours. Si aucun candidat n'obtient 45 % des suffrages exprimés lors du premier tour, ou 40 % des voix avec au moins dix points d'avance sur celui arrivé en deuxième position, un second tour est organisé, dans les trente jours, entre les deux candidats arrivés en tête. Est alors élu celui qui reçoit le plus grand nombre de suffrages.
Le droit de vote s'acquiert à 16 ans, et est obligatoire pour tous les citoyens âgés de 18 à 70 ans, à quelques exceptions près (maladie, éloignement des bureaux de vote). L'abstention est sanctionnée par une amende d'un montant variant entre 50 et 500 pesos argentins, et par l'interdiction d'occuper des fonctions ou des emplois publics pendant trois ans.

### Primaires
Le système électoral argentin possède la particularité d'organiser une élection primaire préalablement au premier tour, au cours de laquelle l'ensemble des différents candidats au sein de chacun des partis s'affrontent pour devenir le candidat de leurs partis respectifs. L'ensemble de la population peut participer à ce vote. Tous les partis sont tenus d'y participer, même s'ils n'ont qu'un seul candidat. Le candidat arrivé en tête au sein de chaque parti devient son candidat unique à la présidentielle, et l'ensemble des voix pour les candidats d'un même partis sont réunis lors du décompte. Seuls les partis ayant réuni le vote d'au moins 1,5 % des votants peuvent qualifier leur candidat pour le premier tour.
Le système fait ainsi à la fois office de primaire, de parrainage et de filtre à candidatures pour le véritable scrutin, tout en permettant aux partis de jauger les rapports de force à venir. Les primaires organisées le 11 août 2019 ne voient cependant aucun parti présenter plus d'un candidat, ôtant à la pré-élection son intérêt dans ce domaine. Sur les dix candidats, seuls six passent le seuil de 1,5 % et se qualifient pour la présidentielle.
|                          | Alberto Fernández Cristina Fernández de Kirchner | Front commun                        | 12 205 938 | 47,79 |  |  |
|                          | Mauricio Macri Miguel Ángel Pichetto             | Ensemble pour le changement         | 8 121 689  | 31,80 |  |  |
|                          | Roberto Lavagna Juan Manuel Urtubey              | Consensus fédéral                   | 2 081 315  | 8,15  |  |  |
|                          | Nicolás del Caño Romina Del Plá                  | Front de gauche et des travailleurs | 723 147    | 2,83  |  |  |
|                          | Juan José Gómez Centurión Cynthia Hotton         | Nous                                | 670 162    | 2,62  |  |  |
|                          | José Luis Espert Luis Rosales                    | Parti libertarien                   | 550 593    | 2,16  |  |  |
|                          | Manuela Castañeira Eduardo Mulhall               | Mouvement socialiste                | 179 461    | 0,70  |  |  |
|                          | Alejandro Biondini Enrique Venturino             | Front patriotique                   | 58 944     | 0,23  |  |  |
|                          | Raúl Humberto Albarracín Sergio Darío Pastore    | Mouvement d'action local            | 36 411     | 0,14  |  |  |
|                          | José Antonio Romero Feris Guillermo Sueldo       | Parti autonomiste national          | 32 722     | 0,13  |  |  |
|                          | Votes blancs                                     | Votes blancs                        | 882 659    | 3,46  |  |  |
|                          |                                                  |                                     |            |       |  |  |
| Votes valides            | Votes valides                                    | Votes valides                       | 25 543 041 | 98,77 |  |  |
| Votes nuls               | Votes nuls                                       | Votes nuls                          | 318 009    | 1,23  |  |  |
| Total                    | Total                                            | Total                               | 25 861 050 | 100   |  |  |
| Abstention               | Abstention                                       | Abstention                          | 8 011 065  | 23,65 |  |  |
| Inscrits / participation | Inscrits / participation                         | Inscrits / participation            | 33 871 832 | 76,35 |  |  |

## Résultats

Candidat arrivé en tête par province.

|                          | Alberto Fernández Cristina Fernández de Kirchner | Front commun                        | 12 945 990 | 48,24 |  |  |
|                          | Mauricio Macri Miguel Ángel Pichetto             | Ensemble pour le changement         | 10 811 345 | 40,28 |  |  |
|                          | Roberto Lavagna Juan Manuel Urtubey              | Consensus fédéral                   | 1 649 315  | 6,14  |  |  |
|                          | Nicolás del Caño Romina Del Plá                  | Front de gauche et des travailleurs | 579 197    | 2,16  |  |  |
|                          | Juan José Gómez Centurión Cynthia Hotton         | Nous                                | 457 955    | 1,71  |  |  |
|                          | José Luis Espert Luis Rosales                    | Parti libertarien                   | 394 206    | 1,47  |  |  |
|                          |                                                  |                                     |            |       |  |  |
| Votes valides            | Votes valides                                    | Votes valides                       | 26 838 008 | 97,48 |  |  |
| Votes blancs et nuls     | Votes blancs et nuls                             | Votes blancs et nuls                | 692 847    | 2,52  |  |  |
| Total                    | Total                                            | Total                               | 27 530 855 | 100   |  |  |
| Abstention               | Abstention                                       | Abstention                          | 6 327 878  | 18,69 |  |  |
| Inscrits / participation | Inscrits / participation                         | Inscrits / participation            | 33 858 733 | 81,31 |  |  |